# Cynopterus nusatenggara
Cynopterus nusatenggara is een zoogdier uit de familie van de vleerhonden (Pteropodidae). De wetenschappelijke naam van de soort werd voor het eerst geldig gepubliceerd door Kitchener & Maharadatunkamsi in 1991.

## Voorkomen
De soort komt voor in Indonesië.